# TV-året 2015

## Trender
- Hela året - Över en miljon människor i USA säger upp sina kabel-TV-abonnemang under året, till förmån för strömningstjänster över Internet.[1]

## Händelser

### Mars
- SVT börjar sända regionala nyheter i Södertälje och Uppsala.[2]

## TV-program
- Eurovision Song Contest
- Melodifestivalen
- Ack Värmland

## TV-seriestarter

### SVT
- 28 september – Premiär för den svenska dramathrillern Ängelby.

### BBC
- 9 september – Premiär för den brittiska dramaserien Doctor Foster.

### TV4
- 3 oktober – Premiär för animerad TV-serie Angel's Friends.

### TV6
- 6 oktober – Premiär för ny säsong Jagad av hundar.

### TF1
- 1 september – Premiär för Miraculous: Ladybug & Cat Noir på äventyr.[3]

## Avlidna
- 30 januari – Geraldine McEwan, 82, brittisk skådespelare (Miss Marple).[4]
- 13 juni – Magnus Härenstam, 73, svensk skådespelare (Fem myror är fler än fyra elefanter), komiker och TV-programledare (Bombardemagnus, Lagt kort ligger, Jeopardy!).[5]
- 12 juli – Bosse Larsson, 81, svensk producent och programledare (Nygammalt, Allsång på Skansen).[6]
- 15 september – Tomas Pontén, 69, svensk skådespelare (Ärliga blå ögon, Selambs, Radioskugga) och regissör.[7]
- 5 november – Kjell Öhman, 72, svensk musiker och kapellmästare (Allsång på Skansen).[8]
- 7 december – Shirley Stelfox, 74, brittisk skådespelare (Skenet bedrar, Hem till gården).[9]
- 28 december – June Carlsson, 70, svensk journalist och programledare (Aktuellt, Studio S, 20:00).[10]
- 31 december – Wayne Rogers, 82, amerikansk skådespelare (M*A*S*H).[11]

### Fotnoter
1. ↑  Henrik Ek (28 augusti 2016). ”Nya trenden: Nu flyr kunder från kabel-tv” (på engelska). Expressen. http://www.expressen.se/dinapengar/nya-trenden-nu-flyr-kunder-fran-kabel-tv/. Läst 18 februari 2017.
2. ↑  ”Södertälje och Uppsala får egna regionala nyheter”. SVT.se. 27 februari 2014. http://www.svt.se/nyheter/regionalt/abc/sodertalje-och-uppsala-far-egna-regionala-nyheter. Läst 3 januari 2015.
3. ↑  ”Miraculous va enchanter TFou ! sur TF1”. Arkiverad från originalet den 2 december 2016. https://web.archive.org/web/20161202170936/http://tvmag.lefigaro.fr/programme-tv/article/television/89236/miraculous-va-enchanter-tfou%C2%A0-sur-tf1.html. Läst 27 oktober 2015.
4. ↑  Miss Marple är död, Aftonbladet 31 januari 2015
5. ↑  Härenstam är död, SVT Nyheter 13 juni 2015
6. ↑  Karin Thurfjell (12 juli 2015). ”Tv-legendaren Bosse Larsson är död”. Svenska Dagbladet. http://www.svd.se/bosse-larsson-dod. Läst 14 juli 2015.
7. ↑  Dramatenskådespelaren Tomas Pontén död, SVT Nyheter 16 september 2015
8. ↑  Kapellmästaren Kjell Öhman är död, SVT Nyheter 6 november 2015
9. ↑  "Hem till gården-skådis död", Aftonbladet 8 december 2015
10. ↑  Journalisten June Carlsson har avlidit, SVT Nyheter 29 december 2015
11. ↑  Känd komediskådis död, Aftonbladet 1 januari 2016